# تهوية داخلية

يمكن عمل تهوية طبيعية للمنزل بحسب التصميم الهندسي.

التهوية الداخلية للمباني والمنازل مهمة لمنع تلوث الهواء الداخلي، فهناك مصدران لتلوث الهواء الداخلي، حيث يكون المبنى نفسه المصدر الأول من حيث سوء تصميمه الذي تجاهل ضمان التهوية الداخلية، مما أتاح الفرصة لمسببات التلوث الداخلية أن تقوم بدورها في هذا الشأن؛ مثل الأبخرة المتصاعدة من ماكينات تصوير المستندات أو من ورق الحائط أو مواد التنظيف التي يحتوي بعضها على غاز الفورمالدهيد المسبب للغثيان، أو الإصابة بطفح جلدي. وكذلك مثل الغازات الغير مرئية التي تنبعث من أجهزة التكييف والتدفئة المركزية التي يصاحبها تراب غني بالمواد العضوية أو العفن أو الفطر، إضافة إلى أول أكسيد الكربون الذي يتصف بالسُميّة والذي ينتج عن عن احتراق الكيروسين داخل المنازل. وكذلك الغازات الهيدروكربونية الناجمة عن قلي وشي الأطعمة. كما أن السجاد داخل المنازل يعتبر مأوى مثالي للسوس والعث الذي يؤدي إلى انتشار الربو بين السكان. أما المصدر الثاني للتلوث الداخلي للتلوث الداخلي فهي الملوثات الخارجية التي تقتحم المنازل.
وتتحدد إمكانيات التهوية بعدة عوامل رئيسية، مثل مدى القرب من المحيط الزراعي المفتوح، وشكل شبكة الشوارع ومدى تعامدها مع الرياح السائدة، وعرض الشوارع، وطول واجهات المنازل وعدد النواصي المطلة عليها.

## العمارة الداخلية وتهوية المبنى

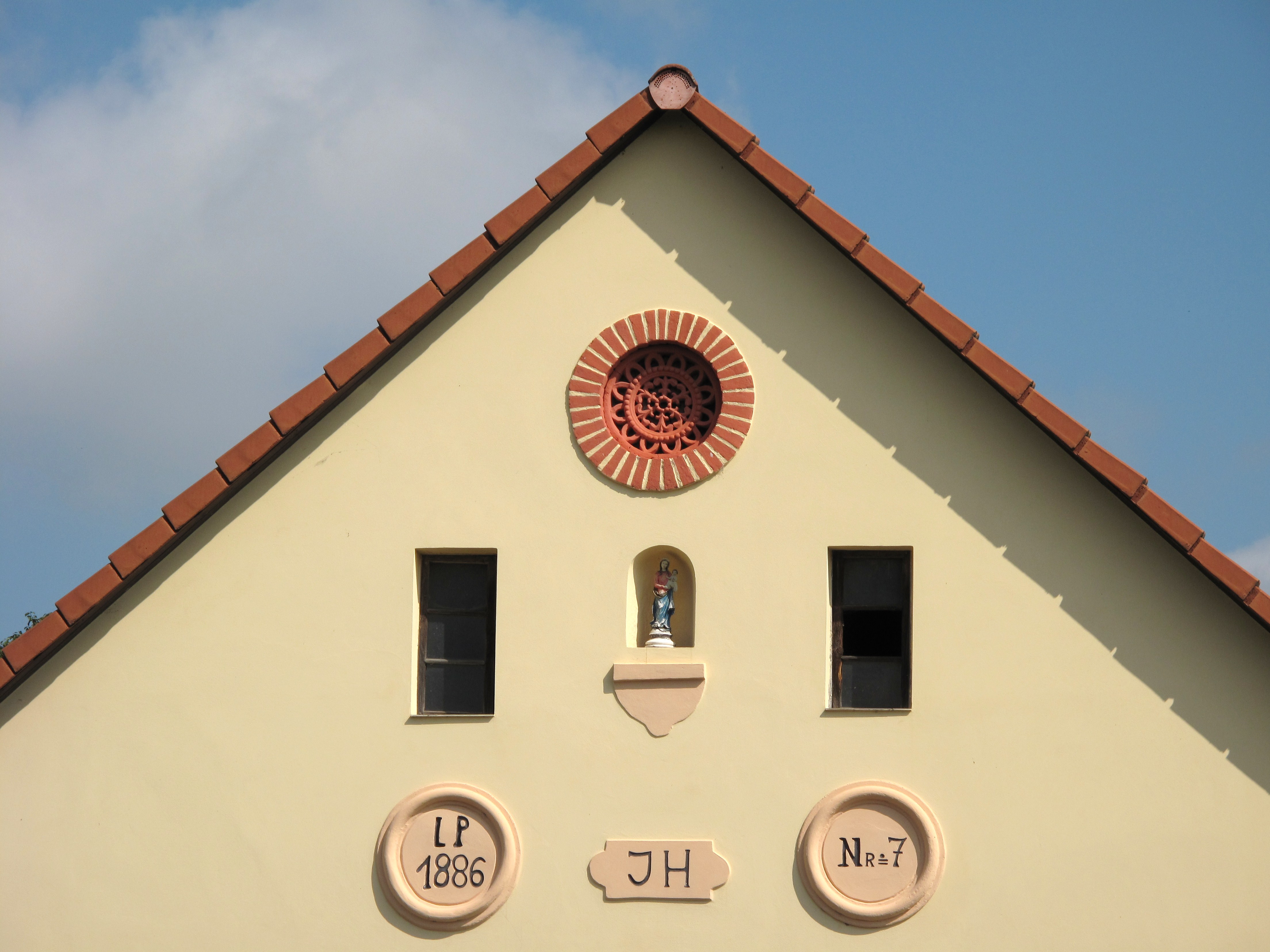
فتحات التهوية بمنزل قديم بأشكال مزخرفة مع وجود النوافذ.

يعتبر تدفق الهواء في المدن غير كاف، فالمنازل المتعددة الطوابق تتدخل في التدفق الطبيعي للرياح، وفي بعض مراكز المدن قد تنخفض سرعة الرياح إلى 50%، وفي بعض الأقاليم المزدحمة بالمدن يتركز الهواء الملوث، ويصبح هواء هذه المكان أكثر دفئاً وجفافاً مع مناخ البيئة الطبيعية من حوله، ويشبه في ذلك المناخ الصحراوي إلى حد كبير. ويتفق ذلك في مضمونه مع فكرة المسكن البيئي، وذلك بهدف إيجاد وتوفير مساحات معيشية ذات تأثير إيجابي على السكان داخل المسكن وخارجه قدر الإمكان.
وتوصف المدينة بأنها كائن حي، باعتبار أن الهواء الخارجي يتخلل شقوق المنازل والفتحات الصغيرة جداً في الجدران والأساسات، وفي نهاية الأمر يتسرب مرة أخرى إلى خارج المنازل، وذلك يشابه عملية الشهيق والزفير عند الإنسان.
ويُلاحظ أن المباني القديمة تتمتع بتهوية أفضل بكثير من المنازل الجديدة، حيث أن المنازل القديمة لم تبن بنفس إحكام المنازل الجديدة، فلم يستعمل مواد عازلة لحفظ الحرارة بنفس القوة الحالية. ورغم ذلك فالمنازل الجديدة يصيبها نصيب من التهوية، ولكن بمعدلات منخفضة جداً، تؤدي إلى زيادة الرطوبة التي تصل إلى الهواء من دورات المياه ومصادر المياه الأخرى بالمنزل. وذلك قد يؤدي إلى تقشير الطلاء وظهور العفن والفطريات في الأماكن الرطبة. وفي ذلك تظهر أعراض مرضية، فيظهر عند البالغين حالات غثيان وقيء وضيق التنفس آلام الظهر والإمساك وتوتر الأعصاب. أما بالنسبة للأطفال، فقد يعانون من صفير بالصدر، والتهابات بالحلق ورشح بالأنف، وحالات صداع وحمى أكبر من أقرانهم القاطنين ببيئات جافة.
وقد يكون التغيير بين حجرات المعيشة الدافئة والممرات وبين حجرات النوم الباردة مضراً، فقد يكون عاملاً في تطور التهاب القصبات الهوائية المزمنة، والتعرض للبرودة الشديدة يزيد من مقاومة انسياب الهواء وانخفاض كمية الزفير عند المرضى المصابين بالحساسية.

### العناصر المعمارية الداخلة في نظام تهوية المبنى
تعد مساحة المنزل من العوامل المؤثرة في تهوية المبنى وتجديد هوائه، وكلما اتسعت دل ذلك على تهوية زائدة للمبنى، ومن ثم توزيع أكثر للهواء وتجديد هواء الوحدة السكنية بشكل مستمر. وكلما ضاقت هذه المساحة أدى ذلك إلى عدم تجديد الهواء وتركيزه، مما يزيد التلوث وانتشار الأمراض. كما يعد مساحة المدخل الموجود أمام الشقق السكنية من الأمور الهامة والتي يجب أن تراعى عند بناء الوحدة السكنية، حيث أن هذه المساحة لها وظيفة إتاحة فرص تجديد الهواء داخل الشقق، خاصةً عندما تكون منافذ الشقة محدودة أو معدومة. فتوجد شقق لا توجد لها نوافذ على الشوارع أو مساقط نور من الداخل.
ولبير السلم وظيفة هامة، وهي تكوين تيارات هوائية تعمل بدورها على تلطيف الجو الداخلي للمسكن. كذلك شرفة المنزل لها أهمية كبيرة في تهوية المبنى أو الوحدة السكنية، حيث أن كلما توفرت للوحدة السكنية شرفة أو أكثر بما يسمح بتجديد الهواء، وتكون التهوية جيدة داخل المسكن، ومن ثم قلة تعرض الأفراد للأمراض.
وكثيراً ما تؤثر الظروف الاجتماعية للأسرة على النمط المعماري للوحدة السكنية، فتقفل الشرفات المستطيلة لمواجهة متطلبات المعيشة المختلفة بمواد خفيفة لتضاف مساحتها إلى السطح الداخلي للغرفة، ويظهر ذلك في مناطق الإسكان الشعبي بوجه خاص. أو تستخدم في تخزين فوائض المسكن، أو تستخدم كمكان لتربية الطيور، مما يشوه مناظر المباني السكنية، وقد يتحول منور العمارة المخصص للتهوية لمرمى قمامة.

## أثر السلوك البشري على التهوية الداخلية
تمثل مشكلة السكن في معظم البلدان الأقل تقدماً قضية ذات أهمية كبيرة، حيث أن السمتان الأكثر إثارة للاهتمام للإسكان الرديء هما الازدحام والافتقار إلى التدابير الأساسية المتعلقة بتعزيز الصحة العامة. فهناك أكثر من مليار نسمة في أنحاء العالم المختلفة يعيشون في مساكن دون المستوى العادي. ويرتبط ذلك عهادة بالفقر والافتقار للتسهيلات المتعلقة بالنظافة الشخصية والعامة. وذلك يؤدي إلى انتشار القوارض والحشرات بسبب استخدام طرق غير صحية في تصريف المخلفات السائلة والصلبة. كل ذلك يؤدي إلى زيادة حدة انتشار المرض في المجتمع.
وقد أدرك القدماء أهمية توظيف فنون العمارة والتشييد في الوصول إلى مسكن جيد للتهوية والإضاءة، وينظم تبادل الحرارة بين داخله وخارجه ليحقق التوازن الحراري المطلوب في فترات الليل والنهار وفصول السنة المختلفة.
وقد يحدث تلوث الهواء الداخلي في المساكن والمباني العامة والمكاتب في أغلب الأوقات نتيجة أنشطة من يشغلونها، واستخدامهم للأنواع المختلفة من المواقد والمنتجات المنزلية من المواد الكيميائية، ومواد التنظيف والأجهزة الكهربائية. ونتيجة انبعاثات بعض الملوثات من مواد البناء والدهانات ومواد الديكور والزخرفة، بالإضافة إلى احتراق نسبة من ملوثات البيئة الخارجية لتلك المباني. وقد يُلاحظ العلاقة بين الظروف السكنية المتدهورة والإصابة بمرض الدرن، وخاصةً سوء التهوية له علاقة بهذا المرض وبعض الأمراض الصدرية.

### تربية الدواجن والماشية

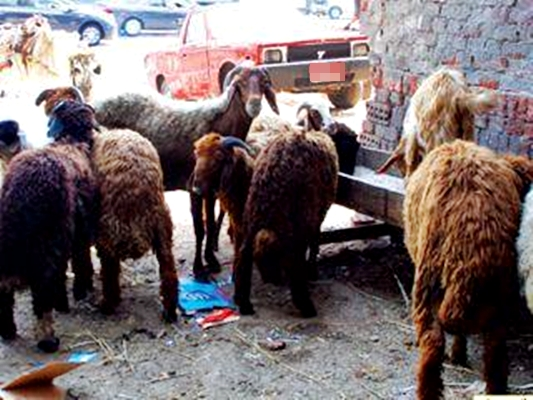
تربية الأغنام وسط الكتل السكانية.

يتضح أن نسبة كبيرة من قاطني المناطق الفقيرة والعشوائية أنهم من أصل ريفي، لأنهم لا يتركون عادات الريف ويجلبونها معهم إلى المدينة، وذلك مثل تربية الدواجن في شرفات المنازل أو الماشية على الأسطح أو حتى في الداخل. الأمر الذي يترتب عليه مخاطر صحية كثيرة مع تفشي الروائح الكريهة. بجانب الإساءة إلى الطبيعة الاجتماعية والحضارية.
وتعد تربية الدواجن والماشية داخل الوحدة السكنية مؤثرة على بيئة المناطق العشوائية، وذلك يترتب عليه ملوثات كثيرة للتهوية الداخلية، منها ما يندرج تحت مسمى الملوثات الأحيائية، وتشتمل على البكتيريا والفيروسات والعفن الفطري وأجزاء من فراء الحيوانات أو زغب الطيور، واللعاب والعثة والصراصير وحبوب اللقاح. كذلك الحيوانات الأليفة تنقل البكتيريا والفيروسات عن طريق الهواء المنزلي، وذلك قد يسبب حساسية مؤثرة على العين والأنف والحلق.

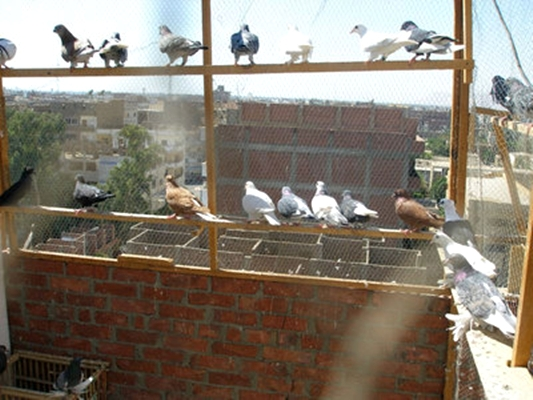
تربية الحمام على أسطح المنازل.

ويتضح أن البيئة الحيوانية لها أثارها على الصحة العامة للسكان، تكمن في انتقال بعض الأمراض عن طريق المخلفات الناتجة عن تربية المواشي والأبقار عن طريق الأمراض المنقولة بالهواء بالاستنشاق، أو عن طريق الحشرات الطائرة مثل الذباب الذي ينتشر حول روث الماشية، خاصةً عند انعدام أو قلة التهوية في نقل الأمراض في الأماكن المغلقة، ولذلك قد ينتقل أمراض عن طريق مخلفات تلك الحيوانات، وتساهم في تفشي الأمراض الجلدية ومرض الليشمانيا وداء الكلب ومرض السارس، وأمراض أخرى عصبية وهضمية. فقد تبين أن هناك مواد عضوية تنتج من شعر الحيوانات وفرائها وريشها في الأماكن المغلقة، وهذه المواد العضوية عبارة عن جسيمات غاية في الصغر، وهي من مسببات الحساسية والربو، وعادةً ينتهي اثرها عند انتقال الأشخاص بعيداً عن هذه الأماكن لفترات طويلة، أو بتهوية المساكن ودخول الهواء إليها بصورة كافية.
ويلاحظ أن البعض يفضل تربية الطيور داخل الوحدات السكنية، وذلك يؤثر على الصحة العامة للسكان، ناهيك عن ما تسببه الطيور من روائح كريهة لقلة التهوية، بجانب ازدحام الوحدة السكنية. وقد زاد الأمر خطورة عند ظهور مرض إنفلوانزا الطيور والنتائج الخطيرة المترتبة عليه، وذلك جعل كثير من الأسر تقبل بإعدام طيورها التي كانوا يربونها داخل المنازل حفاظاً على حياتهم.

### اقتناء نباتات الزينة
النباتات والزراعات المختلفة لا يقتصر دورها على أغراض الزينة والديكور وإضافة الطابع الجمالي داخل المنازل فحسب، بل إن النباتات لها قدرة على امتصاص كمية كبيرة من الغازات الخطرة الملوثة للبيئة الداخلية، ولكن لضيق بعض الوحدات السكنية، يضطر القاطنين بوضعها في الشرفات وليس في حجرة الجلوس.

### التدخين

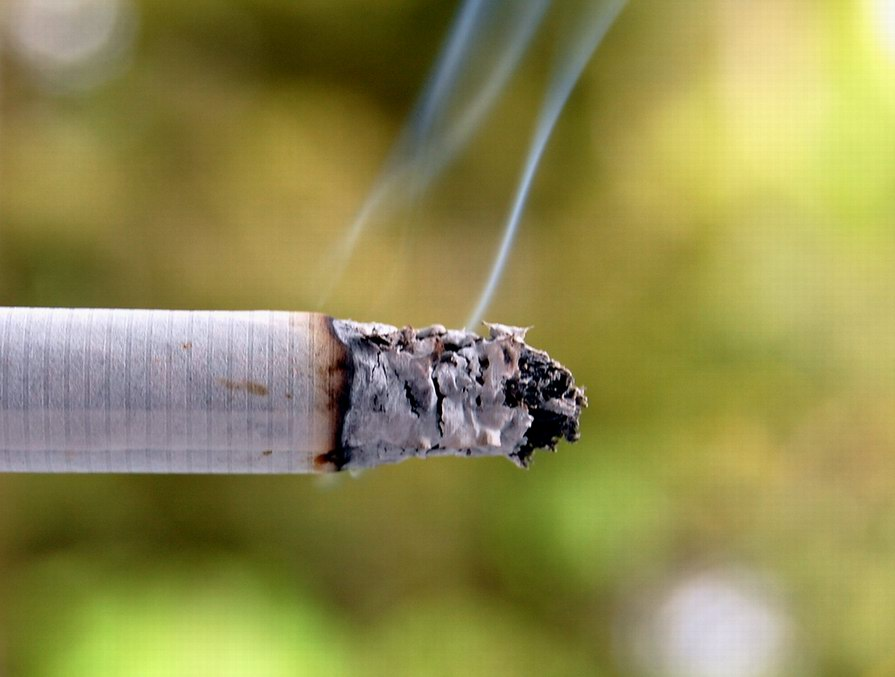
التدخين في المنازل أحد العادات السيئة المضرة بالتهوية الداخلية.

يُعد دخان التبغ أحد الملوثات الداخلية الشائعة، وحيث أن معظم الناس يقضون 90% من وقتهم داخل المنازل، أي أن حوالي 467.000 طن من التبغ يتم إحراقها داخل المنازل كل عام. وقد أظهر بحث قامت به وكالة حماية البيئة الأمريكية أن متوسط مستويات البنزين في منازل المدخنين تكون 50% أعلى منها في منازل غير المدخنين. ويشكل التدخين أيضاً أحد العوامل التي تعرض ممارسيه لخطر الإصابة بستة من الأمراض الثمانية التي تعتبر أسباب الوفاة الرئيسية في العالم، بما في ذلك السرطان وأمراض القلب. كذلك أظهرت بعض الدراسات أن النيكوتين قد يسبب اضطرابات نفسية أيضاً، ويكون الأطفال أكثر عرضة لها.

### أنشطة العمل داخل الوحدات السكنية
تعتبر الأنشطة التي تُمارس داخل الوحدة السكنية من الأمور الهامة في المناطق الفقيرة والمزدحمة، مما يترتب عليه التداخل مع الاستخدام السكني، كما يُعد أي ممارسة لأي نشاط داخل الوحدة السكنية ذات تأثير سيء على صحة الأفراد، مثل الصناعات الخفيفة التي يمارسها السكان لتحسين دخلهم، مثل صناعة المشابك البلاستيك التي ينتج عنها إحراق مواد بلاستيكية سامة تؤثر على التهوية الداخلية للمنازل مسببة للأمراض.

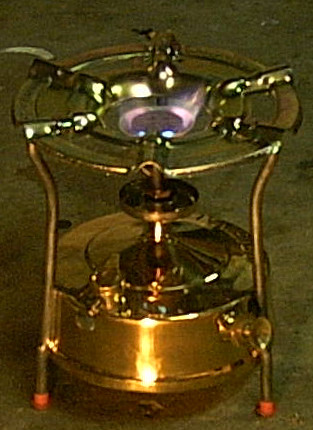
موقد كيروسين للاستخدام المنزلي.

### وسائل التدفئة
وسائل التدفئة المنزلية ذات خطورة كبيرة خصوصاً في البيئات المزدحمة، ويتولد غاز أول أكسيد الكربون من عملية الاحتراق غير الكامل للمواد العضوية داخل المنزل من المواقد التي تعمل بالغاز أو الكيروسين أو الفحم، أو نتيجة حرق الأخشاب. وهذا الغاز عديم اللون والرائحة وقابل للاشتعال. ويتواجد بصورة طبيعية في الهواء الجوي بنسبة قليلة، وعند وجوده بتركيز يزيد عن حوالي 100 سنتيمتر مكعب/للمتر المكعب (0.01%) يعتبر في هذه الحالة شديد السُميّة، ويتفاعل مع هيموجلوبين الدم  بقدرة عالية تصل ما بين 200 إلى 300 مرة قدر الأكسجين، ليكون في النهاية كاربوكسي هيموجلوبين (بالإنجليزية: Carboxy Hemoglobin)‏، مما قد يسبب تسمم الإنسان واختناقه حتى الموت.
أما بالنسبة لمواقد الكيروسين، فإن من العادات المنتشرة استخدام المواقد في الأماكن المغلقة بالمنازل، فينبعث منه مواد وأدخنة وملوثات تعد مصدراً رئيسياً لتلوث الهواء في الريف، ومصدراً ثانوياً في المدن بشكل عام، وذلك بما تحمله من هباء ومواد مسرطنة عضوية وغازية كأول أكسيد الكربون.

## التفاعلات البيئية المصاحبة للتهوية الداخلية

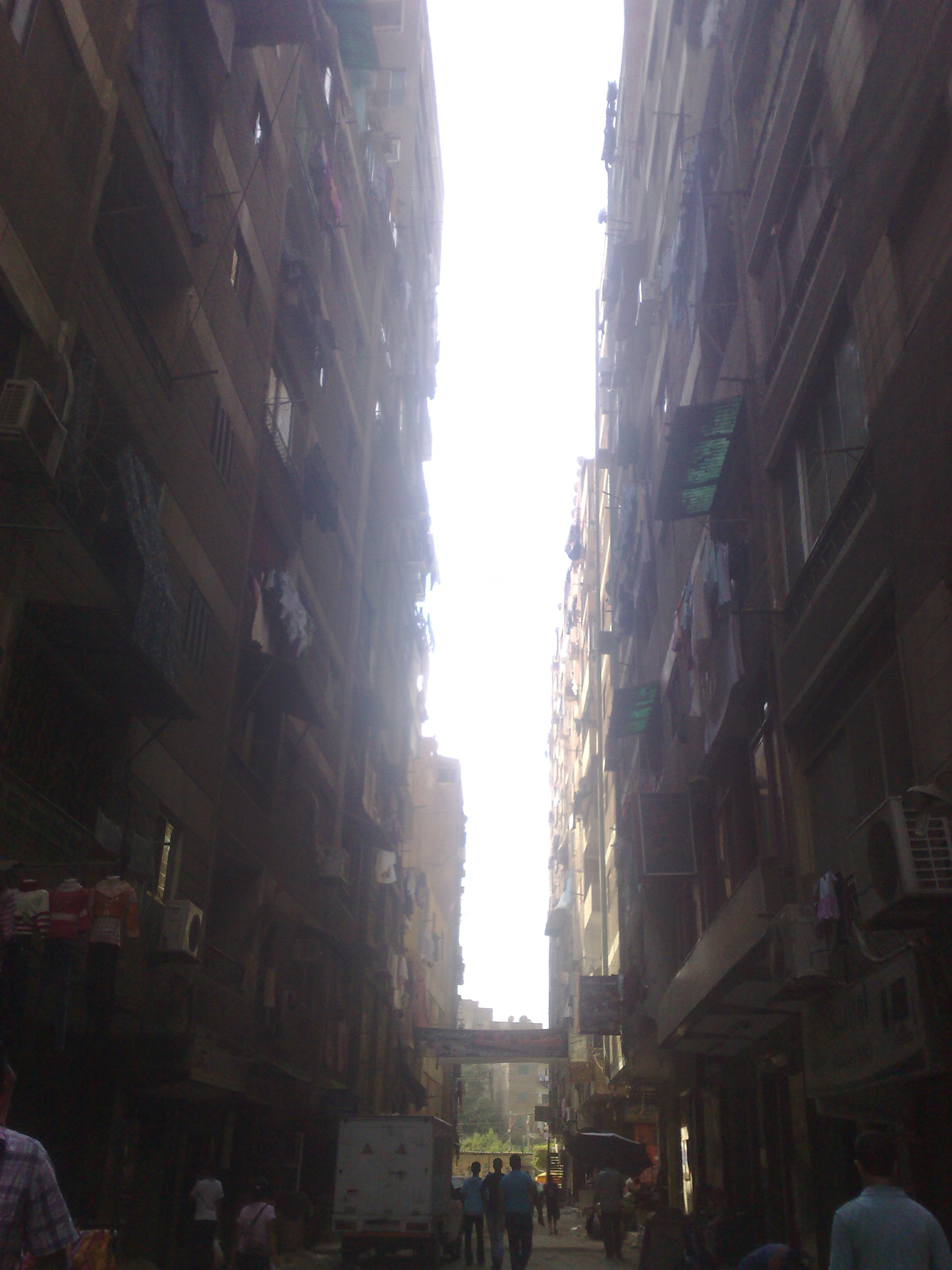
عدم ترك مسافات كافية بين الوحدات السكنية الشاهقة الارتفاع يؤدي إلى عدم التهوية السليمة وعدم وصول أشعة الشمس إلى سطح الأرض إلا نادراً.
(الصورة في حدائق المعادي، القاهرة)

يعد جودة الهواء من متطلبات البيئة الداخلية، ولكي يتم الحكم على ذلك لا بد من معرفة التأثيرات الصحية الناتجة عن ملوثات هواء الأماكن المغلقة، والتي تندرج تحت نوعين: الأولى التي تظهر تحت فور التعرض لتلك الملوثات، والثانية التي تظهر بعد فترة ربما تكون سنوات.

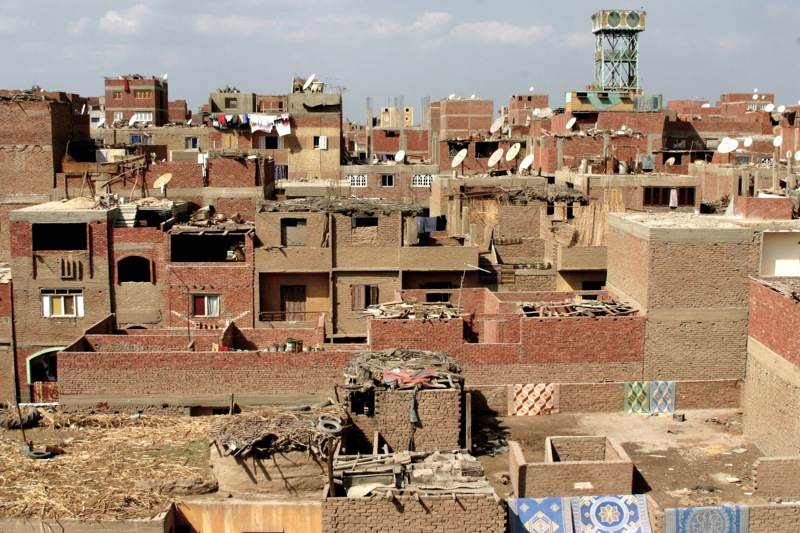
عدم ترك فراغات بين الوحدات السكنية في المناطق العشوائية يؤدي إلى عدم التهوية السليمة.

ولكي يتم التغلب على تردي جودة الهواء، يجب أن تتم إجراءات لتحسين جودة الهواء بالمنزل، وذلك بتجديد هواء الأماكن المغلقة التهوية وتنظيف الهواء بشكل دوري. حيث أن التوزيع السيئ للهواء داخل المنزل يُعد عاملاً رئيسياً يساهم في تلوث هواء الأماكن المغلقة، وتتمثل التهوية المناسبة في اختلاط هواء الأماكن المغلقة بالهواء الخارجي لتجديد الهواء في المنزل للمحافظة على الصحة العامة.
كذلك أيضاً يجب الاهتمام بنظافة المنزل باستمرار، فالتنظيف الدائم للغرف، والستائر، وأقمشة أغطية الوسائد، والوسائد المحشوة بالريش، يحميها من التلوث بالبكتيريا والفطريات، لأن تلك الأشياء تعد تربة خصبة لهذه المخلوقات الميكروسكوبية المسببة لأزمات الربو الليلية. كذلك يفضل إصلاح وتجفيف أي مصدر لتسرب المياه داخل المنزل سريعاً، وتجفيف أو استبدال أي موكيت أو سجاد مبلل خلال 24 ساعة على الأكثر لمنع نمو أي فطريات أو بكتيريا، كذلك يفضل عدم الاحتفاظ بفرشاة الأسنان داخل الحمام، لأنه أكثر أماكن المنزل رطوبة وعرضة للتلوث.
ومن أسباب تردي الوضع البيئي بالمناطق العشوائية، هو عدم ترك فراغات بين المباني بما لا يسمح بدخول أشعة الشمس والتهوية السليمة، وخاصةً عند ارتفاع المباني.

## الإضاءة الطبيعية

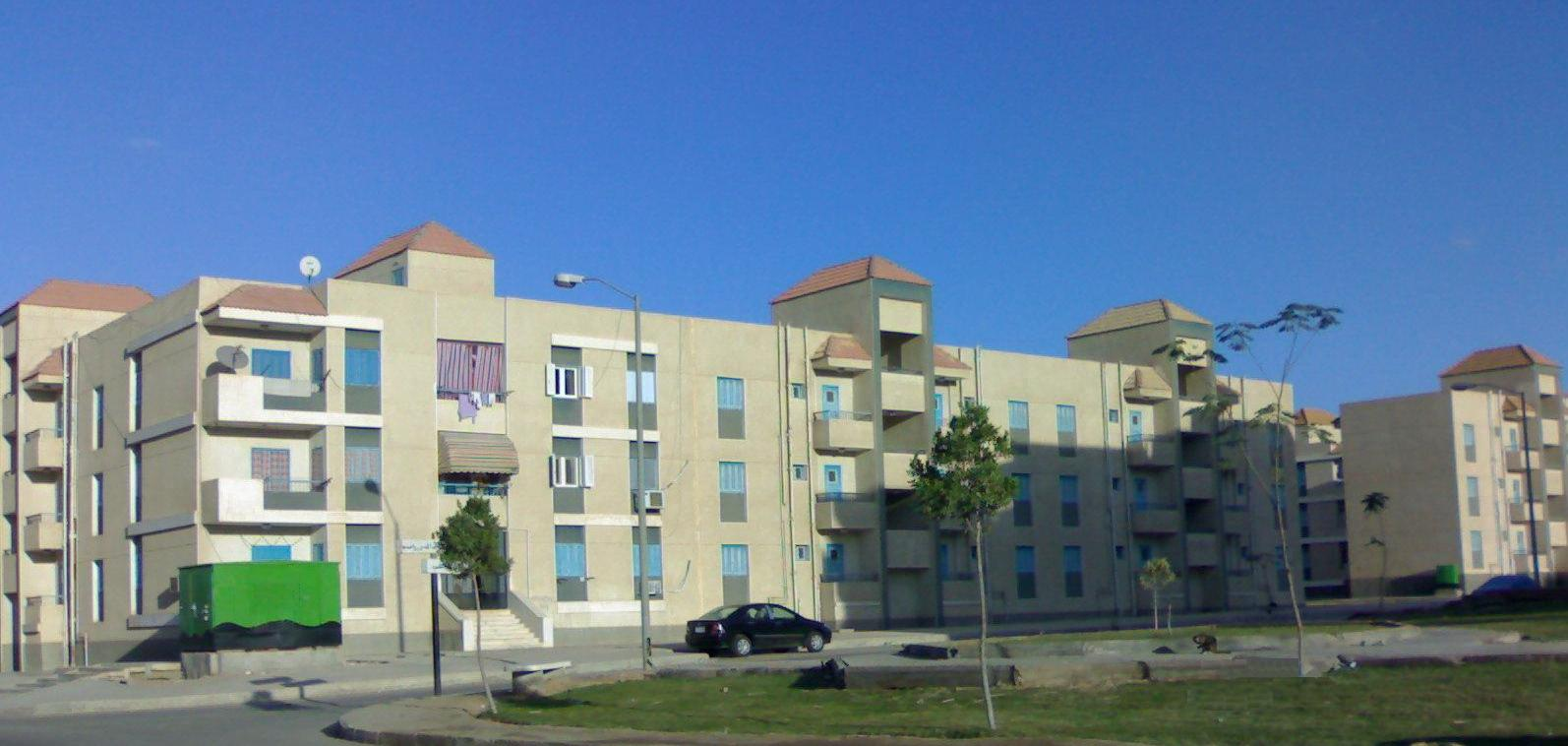
توفير أشعة الشمس على الوحدات السكنية طوال اليوم أمر مهم لتوفير بيئة داخلية صحيّة للتهوية.
(الصورة في مدينة السادات)

توجد علاقة طردية بين قلة التهوية وضعف الإضاءة الطبيعية، حيث أن قلة الإضاءة الطبيعية يدفع لاستخدام إضاءة صناعية لها مخاطرها في حالة الإضاءة الزائدة، فإنها تؤثر على راحة العين وتسبب الشعور بالصداع وعدم التركيز، وهي من أعراض عدم جودة الهواء في البيئة الداخلية.
ضوء النهار وأشعة الشمس هي متطلبات أساسية لتوفير بيئة سكنية صحية. وأول اختيار للموقع الحسن يجب التساؤل: "هل يوفر الموقع ضوء نهار وأشعة شمس كافيتين لكل مسكن؟". وبوجه عام يجب أن يتعرض عدد من حجرات المسكن لأشعة الشمس خلاص انتقالها في كل فصول السنة، وأن تكون النوافذ بواجهة تسمح بدخول أشعة الشمس إلى الحجرة بفاعلية.

## تراكم الأتربة

القبة الغبارية فوق المدن الكبرى.

تُعرف الجسيمات الدقيقة بأنها أي مادة منتشرة في الهواء الجوي، سواء كانت صلبة أو سائلة، وتشمل الأتربة (الغبار)، والرماد، وحبوب اللقاح، والدخان، والهباب، والمواد الكيميائية المختلفة، والغبار المتطاير من السجائر، والقشور المتساقطة من شعر الإنسان أو الحيوانات الأليفة التي يتم تربيتها داخل المنزل... الخ.
أما الغبار فهو عبار عن جسيمات رملية أو ترابية ناعمة دقيقة تتعلق بالهواء لفترة طويلة، ويطلق عليها الغبار العالق، ويتم ترسيبها ببطء بحسب اختلاف الظروف المناخية من حيث درجة حرارة الهواء والرطوبة النسبية وسرعة الرياح.
وجدير بالذكر أن سخونة هواء المدن تؤدي إلى نشأة تيارات هوائية محملة بالأتربة إلى أعلى، ليحل محلها هواء الضواحي والريف الأقل حرارة نسبياً، ليهبط إلى أسفل. وفي أثناء هبوب الرياح بسرعة منخفضة تتكون القبة الدخانية الغبارية فوق المدن الكبيرة، وحين تزيد سرعة الرياح لتبلغ 13 كم/ساعة؛ تتسع هذه القبة لتصل إلى الضواحي والريف المجاور. وعندما يحدث استقرار في الجو، يهدأ الغبار ومواد التلوث الأخرى فوق المدينة، فيما يُعرف بقبة التلوث. ويظهر أكثر عندما تزداد كثافة المباني المرتفعة واقترابها من بعضها البعض، ويظهر ذلك أكثر في القلب التجاري للمدينة.

## الأدخنة

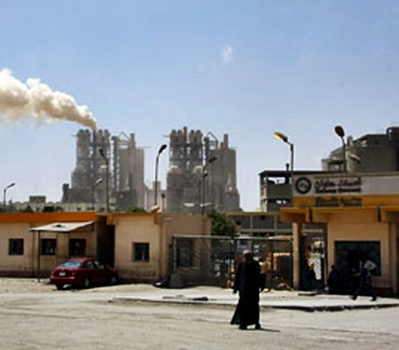
جانب من مصنع أسمنت حلوان جنوب القاهرة.

الدخان هو عبارة عن حبيبات صغيرة قطرها أقل من 2 ميكرون، وتتكون عند حدوث تفاعلات كيميائية بين الملوثات الناتجة عن الاحتراق غير الكامل للوقود العضوي. والضباب الدخاني التقليدي يتكون من مصادر حرق صناعية، وتذوب بعض مركبات الدخان في الضباب، وتكون القطرات الرطبة الناتجة حمض الكبريتيك وغيره من الأحماض.
وبالنظر إلى إقليم القاهرة الكبرى، سنجد أن أن هواء منطقة وسط البلد يحتوي على أعلى تركيز للدخان، يليه هواء المنطقة الصناعية بمدينة شبرا الخيمة شمال القاهرة، يليها حلوان لوجود مصانع الإسمنت. ويرجع ذلك إلى أن مصدر الدخان هو الاحتراق غير التام في السيارات والعمليات الصناعية. وبالنسبة للمناطق السكنية بوسط البلد أو شبرا الخيمة ومنطقة حلوان فالهواء ملوثاً بالأدخنة نظراً للزحام الشديد وكثرة المصانع، وذلك يؤثر سلباً على تهوية المنازل، فالضباب الدخاني مُهيجاً للجهاز التنفسي، ويسبب ضيق الصدر والتهاب الأغشية المخاطية وضيق التنفس والصداع والتهاب العين. وقد يؤثر سلباً على المصابين بالأمراض التنفسية المزمنة، مثل انتفاخ الرئة والربو. ويدخل في نطاق الأدخنة ما يُعرف بالجسيمات الدقيقة، وهي تتكون من جزيئات دقيقة من مادة صلبة، ومن قطرات سائل صغير لدرجة تجعلها مغلفة ومحميّة من الهواء لفترات من الزمن. ويتراوح حجمها ما بين 10 ميكرون حتى 1.000 ميكرون، وتوجد في الغبار والسخام والأبخرة والضباب. وتؤثر على الجهاز التنفسي، وقد تحدث تغيرات في أجهزة الجسم الدقيقة، خصوصاً الأجهزة الدفاعية. ويمكن أن تعمل كناقلات للمواد السامة والمسرطنة.